# 碩龍口岸
碩龍口岸是中華人民共和國廣西壯族自治區的一個陸路邊境口岸，位於崇左市大新縣碩龍鎮境內，並與越南高平省下琅縣的里板口岸相接。該口岸在1954年以二類口岸等級對越開放，並於2017年正式升格至一類口岸以向外開放，從而促進中越兩國邊境地區的人員往來以及貿易和經濟發展。另一方面，碩龍口岸的税務徵收、貨物申報、出入境檢驗檢疫、監管審核以及綜合統計等工作則由南寧海關下屬的碩龍海關負責。

## 位置和交通
碩龍口岸位於中華人民共和國廣西壯族自治區崇左市大新縣碩龍鎮境內，距離大新縣縣城、崇左市江州區以及自治區首府南寧市分別為45公里、76公里和190公里，而兩個相鄰口岸龍邦口岸以及水口口岸則分別與其相距150公里和130公里。該口岸鄰近中越邊界第847號界標以及歸春河，並與越南高平省下琅縣的里板口岸相接，而距離下琅縣縣城和省蒞高平市則分別是約30公里以及約105公里。此外碩龍口岸還是處於德天—板約瀑布跨境旅遊合作區輻射範圍之內，並能在中越跨境旅遊合作開發中發揮作用，成為以出入境旅遊為主的陸路口岸。
交通方面，碩龍口岸直接與S3259沿邊公路相接，六公里之外則有S316省道，而距離崇左—靖西高速公路（現已合併至合那高速公路）大新出入口則約10公里。另一方面，隆安—碩龍高速公路已於2017年12月22日正式開工，預計總工期為四年，落成啟用後全國高速公路網將能直達至碩龍口岸。

## 歷史
1954年，中華人民共和國國務院批准在廣西省崇左專區大新縣境內設立一個二類口岸，並將其命名作碩龍口岸，為當時21個中越陸路邊境口岸之一。1978年末，該口岸因中越關係每況愈下而被迫關閉，直到1991年兩國關係正常化後才恢復貿易往來，但尚未正式完全開放。2009年11月18日，時任中華人民共和國外交部副部長武大偉和時任越南外交部副部長胡春山於中華人民共和國北京市簽署《中華人民共和國政府和越南社會主義共和國政府關於中越陸地邊境口岸及其管理制度的協定》，雙方同意碩龍口岸與對方的里板口岸在條件具備時才會對外開放，而其開放時間以及通行方式將由外交途徑商定。
以往由於碩龍口岸各項基礎設施尚未完善和長期不能正式開放，所以它只能以邊民互市貿易方式與越南對接，並嚴重限制兩國經貿的進一步往來以及鄰近的德天瀑布相關旅遊產業發展。中國共產黨大新縣委員會和大新縣人民政府為了改善上述情況以及抓緊泛北部灣經濟合作區啟動建設與中國―東盟自由貿易區成立所帶來的機遇，便在2012年成立口岸經濟工作領導小組，加大力度推展口岸建設和開放。2013年6月，中華人民共和國海關總署把碩龍口岸列入年度國家口岸開放審理計劃，一年八個月後廣西壯族自治區人民政府向國務院申請將其升格為一類口岸，隨後國家口岸管理辦公室於2015年9月向中華人民共和國外交部邊界與海洋事務司致函，請求就碩龍口岸升格和開放事宜照會越南，望越方予以研究並儘快向中方回覆。此外廣西壯族自治區也向國家海關總署申請，把該口岸升格至國際性口岸一事納入到國家「十三五」規劃綱要當中。
經過多方努力後，國務院終於在2017年10月8日批准碩龍口岸正式對外開放，其性質是雙邊性常年開放一級公路客貨運輸口岸。後來中越雙方於2019年3月28日簽署《中越陸地邊界聯委會第九次會議紀要》，同意推動碩龍口岸以及里板口岸共同升格為國際性口岸，接著廣西壯族自治區口岸辦公室在翌年2月13日向國家口岸管理辦公室請求再次透過外交管道向越方照會口岸升格事宜。截至2021年11月，此項工作仍在進行當中。

## 設施
碩龍口岸一期工程設施包括旅檢大樓、配電房、水泵房和牌坊，總建築面積以及總投資額分別是13767平方米和約兩億人民幣。這項工程於2018年開工，並在兩年後基本完成，其中旅檢大樓每年可以辦理100萬人次出入境。另一方面，該口岸還設有一個每年能夠處理超過300萬噸貨物的口岸配套貨場，以及一個已於2017年10月投入使用的口岸邊檢站監護中隊新營區。

## 過境貨物和統計
碩龍口岸向越南出境的貨物包括機電產品、建材、農藥、化肥、布匹、服裝以及其他日常生活用品，而自越方入境的貨物則有中草藥、林木、果類、稻米、木薯、堅果和錳礦石。此外總計2013年全年，該口岸共進出口1700噸貨物，而出入境人數則是8.8萬人次。